# Борискин, Леонтий Исаакович
Леонтий Исаакович Борискин (24 марта 1912, Костюковичский район — 1978) — начальник подготовительного участка шахты № 30 треста «Донскойуголь», Герой Социалистического Труда.

## Биография
Леонтий Исаакович родился 24 марта 1912 года в деревне Тупичино Могилевской области в бедной крестьянской семье. В 1931 г. во время осуществления первого пятилетнего плана по призыву ЦК КПСС и Советского правительства прибыл по мобилизации молодежи в Подмосковный угольный бассейн, на шахту № 3 Донского района. Работал вагонщиком, забойщиком. Избирал депутатом Верховного Совета РСФСР II созыва.

### Трудовой подвиг
Почётное звание присвоено в 1948 году.

## Награды
- Медаль Серп и Молот